# Sztuka nieprofesjonalna

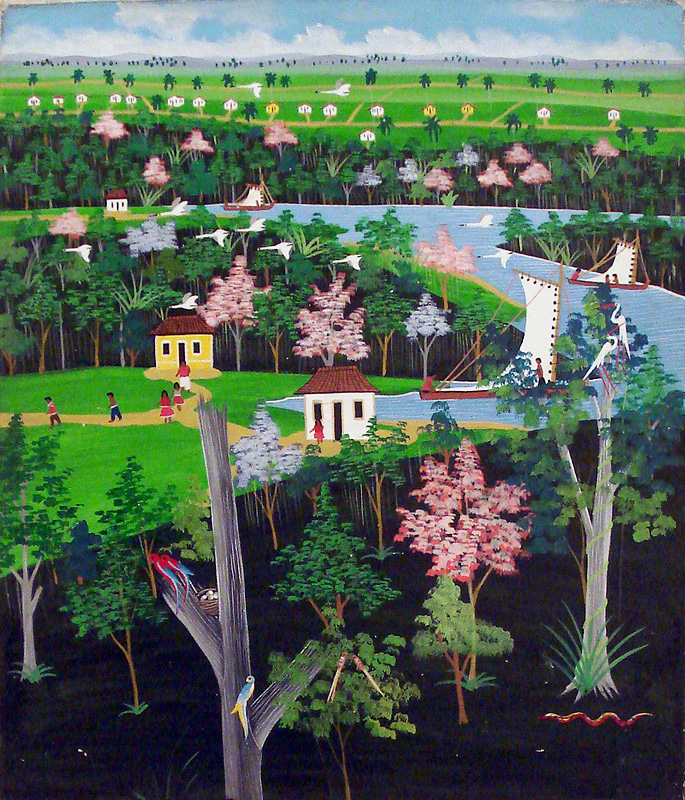
Przykład malarstwa nieprofesjonalnego, autor nieznany, prawdopodobnie lata 70. XX wieku

Sztuka nieprofesjonalna – (wiązana ze zjawiskami takimi jak: sztuka naiwna, Art Brut, outsider art, sztuka samorodna)
Zjawisko w sztuce, znane od końca XIX wieku, obejmujące wszelkie przejawy działań plastycznych, powstające w kręgu sztuki naiwnej, psychopatologicznej, z pogranicza sztuki ludowej, poza kanonami, schematami i modelami wypracowanymi na gruncie sztuki uznawanej za wysoką, bądź do niej aspirującej, które pozostaje niejako na marginesie sztuki wykwalifikowanej. Można jednak wśród jego przykładów znaleźć inspiracje i odniesienia do sztuki tzw. elitarnej. Często jest ono włączane do kręgu twórczości ludowej, ponieważ jego przedstawiciele wywodzą się spoza artystów wykształconych na artystycznych uczelniach, co nie jest jednoznaczne z brakiem otrzymania przez nich wyższego wykształcenia. Artyści sztuki nieprofesjonalnej są grupą niezwykle zróżnicowaną, pochodzą bowiem z różnych środowisk społecznych, kulturowych. Wszyscy jednakże tworzą uwolnieni spod presji wyznaczników dyktowanych przez modę, kulturę i tradycję, niejako intuicyjnie dając wyraz swemu talentowi i potrzebie wyrazu artystycznego. Dla zrozumienia tej sztuki niezwykle istotne staje się poznanie kontekstu życia poszczególnych autorów, wydarzeń jakie wpłynęły na rozpoczęcie przez nich artystycznej drogi czy impulsów, które przyczyniły się do powstania konkretnych dzieł. Brak profesjonalnego przygotowania i akademickiego wykształcenia w zakresie sztuk pięknych nie ujmuje nic z wartości estetycznej ich dzieł, a liczne czynniki towarzyszące procesowi twórczemu wpływają na wzbogaceniu warstwy treściowej i rozszerzenie horyzontu znaczeniowego dzieła naznaczonego piętnem indywidualności artystów. Aleksander Jackowski wskazuje, że niekwestionowaną zaletą warsztatu artystów nieprofesjonalnych jest jego unikalność, niemożność naśladowania go czy podrobienia. Artyści ci to bowiem niejednokrotnie osoby niepełnosprawne pod względem umysłowym, z zaburzeniami psychicznymi lub takie, które w swoim życiu otarły się o chorobę psychiczną, mające doświadczenia okultystyczne czy takie fascynacje. Często jest to sztuka stanowiąca jedyny sposób na dotarcie do wnętrza tworzących ją osób, ich droga do wyrażenia siebie i nawiązania kontaktu ze światem zewnętrznym, rodzaj swoistej terapii. Działanie to charakteryzuje wielka ekspresja, instynktowny dobór form, koloru i techniki. Daleko jej od manifestacyjnego wydźwięku, acz jest bezpośrednia, operujące czystą emocją i prostymi środkami (stąd przypisywanie części dzieł do nurtu sztuki surowej). Sztuka ta pozostaje autentyczna, tajemnicza, niekiedy ujmująco prosta pod względem formalnym, ale wciąż niezwykle intrygująca i bogata semantycznie.
Sztuka nieprofesjonalna nie jest zjawiskiem do końca przebadanym, a jej przedstawiciele w oficjalnej terminologii historii sztuki zaliczani są do nurtu Art brut – sztuki surowej. Jednak wciąż ciężko o jednoznacznie zaklasyfikowanie jej przejawów. Liczni badacze, w tym historycy sztuki i etnografowie, zajmujący się nimi wskazują, iż różnorodność i wieloznaczność jest niejako wpisana w specyfikę sztuki nieprofesjonalnej przez co wymyka się ona ostatecznej kategoryzacji. Przez długi czas pozostawała łączona ze sztuką ludową, co było podyktowane wyodrębnieniem obu spoza sztuki elitarnej oraz braku fachowego wykształcenia przez ich twórców. Dopiero w latach 60. XX wieku podjęta została dyskusja nad miejscem sztuki nieprofesjonalnej w świecie artystycznym i postrzeganiem jej jako zjawiska autonomicznego. Anna Kunczyńska-Iracka stwierdza, iż sztuka ludowa jest czymś różnym od sztuki nieprofesjonalnej mieszkańców miast ponieważ rodzi się w innych warunkach i w kontekście innej tradycji. Celem sztuki nieprofesjonalnej nie jest już estetyzacja otoczenia, dekoracja przedmiotów towarzyszących człowiekowi w jego codziennych czynnościach i nie pełni już ona funkcji użytkowych jak to ma miejsce w sztuce ludowej, ale jest już wyrazem indywidualnych przeżyć artysty. W dalszym ciągu jednak określenie „nieprofesjonalna”, „ludowa” i „naiwna” są w potocznym ich rozumieniu  używane zamiennie, a granica między nimi nie została nigdy sztywno i kategorycznie przeprowadzona. Nie istnieją też jasno wyznaczone cechy czy wyznaczniki, za pomocą których można by jednoznacznie przypisać konkretne dzieło do jednej z tychże. Jak wiele rzeczy w sztuce, ta zwana mianem „nieprofesjonalnej” także pozostaje zjawiskiem płynnym, nie do końca uchwytnym i niedookreślonym.

## Instytucje zajmujące się polską sztuką nieprofesjonalną
Muzeum Miejskie w Zabrzu
Posiada jedną z trzech liczących się w kraju kolekcję dzieł z zakresu sztuki nieprofesjonalnej zgromadzoną w ramach tamtejszego działu plastyki. Jest to kolekcja wyspecjalizowana w twórczości artystów pochodzących z terenu Górnego Śląska. Muzeum szczyci się eksponatami pochodzącymi już z lat 60. XX wieku, kiedy to zainteresowanie sztuką nieprofesjonalną dopiero się rodziło. Dzięki czemu dziś można tam oglądać unikalne prace nieżyjących już artystów niezwykle istotnych dla regionu. Kolekcja zabrzańska jest tworzona z myślą o wyselekcjonowaniu najbardziej reprezentatywnych i najwybitniejszych dzieł nurtu by w ten sposób oddać jak żywo rozwijało się środowisko artystów nieelitarnych. Wśród zbiorów można odnaleźć prace m.in. następujących artystów: Teofila Ociepki, Pawła Stolorza, Eugeniusza Bąka, Gerarda Urbanka, Pawła Wróbla, Leopolda Wróbla, Ewalda Gawlika, Erwina Sówki, Bronisława Krawczuka, Ludwika Holeszy, Stanisawa Marcisza, Władysława Lucińskiego, Waldemara Pieczki, Jana Nowaka, Joannz Sekuły, Marka Idziaszka i innych.
Muzeum Śląskie w Katowicach
Posiada obfite zbiory sztuki nieprofesjonalnej gromadzone od 1984 roku, początkowo w ramach Działy Etnografii, następnie Sekcji Plastyki Nieprofesjonalnej, a obecnie Działu Plastyki Nieprofesjonalnej. Pracownicy działu podkreślają, że zjawisko sztuki nieprofesjonalnej wciąż nie zostało do końca precyzyjnie zdefiniowane. Jest ono na tyle różnorodne, że ciężkim zadaniem jest wyznaczenie odpowiednich kategorii stylowych i usystematyzowanie artystów czy ich dzieł. Niemożliwe okazuje się wyodrębnienie jednego kanonu cech, na podstawie których przeprowadzono by klasyfikację. Niemożność ta pociąga za sobą brak wykształcenia nazewnictwa i mnogość terminów: sztuka naiwna, amatorska, nieuczona, intuicyjna. Kolekcja sztuki nieprofesjonalnej Muzeum Śląskiego posiada prace takich grup artystycznych jak: Grupa Janowska, „Gwarek 58”, „Bielszowice”, „Filar 72”, „18-Obsydian” a także artystów Teofila Ociepki, Ludwika Holeszy, Erwina Sówki, Pawła Wróbla, Bronisława Krawczuka, Ewalda Gawlika, Władysława Lucińskiego, Franciszka Kurzei, Jana Nowaka. Muzeum umożliwia odbiorcy także dokonanie porównań przykładów dzieł z różnych terenów Polski, nie tylko Górnego Śląska, stąd też obecność prac następujących twórców: Stanisława Zagajewskiego, Eugeniusza Broszka, Franciszka Adamika, Włodzimierza Czerwa.
Muzeum im. Jacka Malczewskiego w Radomiu
Tutejszy Dział Sztuki Nieprofesjonalnej powstał w 1979 roku jako jeden z pierwszych tego typu w Polsce. Gromadzi zbiory malarskie, rysunkowe i graficzne (obecnie posiada ich ponad 500). Dział szczyci się wyodrębnieniem sztuki nieprofesjonalnej z szeroko rozumianej sztuki ludowej i traktowaniem jej jako tworu osobnego – co nie jest popularnym stanowiskiem zajmowanym przez polskie placówki muzealne w stosunku do sztuki nieprofesjonalnej. Zrodziła się zatem myśl stworzenia takiego działu w muzeum, które wyszło by do odbiorcy ale też do samych artystów z propozycją alternatywną, gdyż umożliwiałoby ekspozycję dzieł niemieszczących się w ramach kanonu sztuki wykwalifikowanej czy sztuki ludowej (opierającej się na wzorach od dawna znanych, której jedną z cech głównych jest tradycjonalizm rozwiązań). Pierwsza wystawa zorganizowana pod tytułem Talent, pasja, intuicja stała się swoistym manifestem, gdyż ukazywała jaką formułę pragną przyjąć muzealnicy. Chcieli oni skupić się na właśnie na zagadnieniu intuicji, definiowanej  jako kreowanie dzieła wyrażającego pełnię pasji i możliwości artysty, który objawia swój talent oraz specyfikę i jakość rozwiązań. Dział reprezentują prace ponad 50 artystów, z których, jak informuje muzeum, większość została uznana za przedstawicieli Art brut (sztuki surowej). Tworzą oni zbiór artystów wybitnych, ze wszech miar różnorodnych – począwszy od wykształcenie, przez koleje życiowe (często  są to osoby cierpiące na zaburzenia psychiczne, niepełnosprawne fizycznie i intelektualnie), zainteresowania i dążenia.  Mnogość tych wszystkich doświadczeń i wielość dróg twórczych złożyły się na wytworzenie swojego rodzaju zjawiska, które wymyka się jednoznacznym ocenom, tradycjom, oczekiwaniom i konwenansom. Znaleźć tam można dzieła następujących artystów: Teofila Ociepki, Erwina Sówki, Katarzyny Gawłowej, Ludwika Więcka, Marianny Wiśnios, Barbary Skiby, Damiana Rebelskiego, Władysława Sułowskiego, Edmunda Monsiela, Władysława Wałęgi, Bronisława Surowiaka, Bronisława Krawczuka, Ludwika Holeszy, Leopolda Wróbla, Krzysztofa Okonia, Jarosława Miklasiewicza. Muzeum posiada także zalążek zbiorów reprezentujących kultury pozaeuropejskie Afryki, Azji i Oceanii (są to głównie eksponaty z dziedziny militariów: miecze japońskie, zbroja samurajska). Muzeum brało udział w przygotowaniu polskiej ekspozycji na Światowym Triennale Sztuki Nieprofesjonalnej INSITA'94 w Bratysławie a później w Norymberdze. Reprodukcje dzieł pochodzących z kolekcji muzealnej można znaleźć w albumie Aleksandra Jackowskiego "Sztuka zwana naiwną".
Muzeum Ziemi Sądeckiej
Jest kojarzone ze sztuką nieprofesjonalną, w zbiorach znajdują się dzieła sztuki naiwnej; słynie w szczególności z posiadania największej kolekcji prac Nikifora zwanego Krynickim.

## Wystawy, festiwale, imprezy
- Triennale Sztuki Nieprofesjonalnej INSITA – międzynarodowy przegląd sztuki naiwnej, art brut i outsider art odbywający się od 1966 roku, z przerwą w latach 1972 – 1994. Pierwsze triennale miało miejsce w Bratysławie z inicjatywy Stanisława Tkaca. Nazwa pochodzi od łac. insitus, insita, insitum co znaczy tyle co „wrodzony”. Nawiązuje ona zatem do instynktownego charakteru powstawania dzieła. Celem przeglądu jest odkrywanie nowych twórców i upowszechnianie sztuki nieprofesjonalnej w coraz to szerszych kręgach odbiorców. W czasie Triennale odbywają się liczne sympozja, wystawy oraz przyznanie Grand Prix[3] w kategorii art naive, art brut i outsider art.

- Od sztuki ludowej do art brut wystawa z kolekcji Leszka Macaka, Galeria Sztuki Regionalnego Ośrodka Kultury w Bielsku-Białej 2008 r.

- Talent, pasja intuicja, Muzeum im. Jacka Malczewskiego w Radomiu 1985 r.

- Talent, pasja intuicja II, Państwowe Muzeum Etnograficzne w Warszawie 2005 r.